# 铸铁
铸铁（英語：Cast iron）是含碳量超過2%，含矽量1-3%的鐵碳合金的總稱。其用途源自於其比較低的熔點，適合用在铸造上。铸铁合金中的元素決定了其中碳存在的型式：白口鑄鐵（white cast iron）裡的碳和鐵結合成為雪明碳鐵（Fe3C），硬度很高，但質脆，上面若有裂紋，會沿著雪明碳鐵延伸。灰口铸铁（grey cast iron）其中有石墨片，會使裂紋偏轉，在材料破裂時會引發無數的裂紋。球墨鑄鐵中的石墨成球狀，不會讓裂紋繼續成長。
铸铁中鐵以外的主要元素有碳（C）和矽（Si），碳的重量百分比在1.8-4%，矽的的重量百分比在1-3%。若鐵碳合金中碳的含量低於1.8%，一般會稱為鋼。
鑄鐵具有脆性（但可锻铸铁除外）。鑄鐵的熔點較低，具有良好的流動性以及可鑄性、優良的加工性，形變抵抗性以及耐磨性，因此是許多應用的良好工程材料，用在鑄鐵管、機械件以及汽車元件，像是汽缸蓋、汽缸本體以及变速器齒輪箱外殼。鑄鐵有抗氧化的特性，但非常難以焊接。
最早的鑄鐵製品源自西元前五世紀，是考古学家在現今中國的江蘇所發現。中國古代將鑄鐵用在武器、農具以及建築上。在西元15世紀時，英國和法國已將鑄鐵用在大砲上。由於大量的大砲鑄鐵需求，引發了大規模的鑄鐵製造。第一座鑄鐵橋是在1770年代是由亞伯拉罕·達比三世所製，位在英格蘭施羅普郡，名為「鐵橋」（Iron Bridge）。鑄鐵也可以用在建築物上。

## 製造
鑄鐵是由生鐵製成，生鐵則是鐵礦在高爐中熔解所得的產物。鑄鐵可以直接從熔化的生鐵製成，也可以將生鐵再熔化來製造，過程中常會加入一定比例的鐵、鋼、石灰石、碳（煤焦），並且經過許多步驟，以去除其中不想要的成份。鐵裡面的磷和硫可能會在鐵熔化時燒掉，但同時也會將碳燒掉，因此需要再補充碳。依照用途的不同，會將碳和矽調整到適當的比例，分別約在2–3.5%及1–3%之間。若有需要，可以在鑄造之前，在熔化的生鐵中加入其他化學元素。
鑄鐵的熔化有時會用一種稱為cupola的高爐，在現代的應用中，多半會用電感應爐或是電弧爐來熔化鑄鐵。在鑄鐵完全熔化後，再倒進保持爐（holding furnace）中。

## 分类

### 合金元素

鐵-雪明碳鐵 相圖

在鑄鐵中加入一些合金元素，可以改變鑄鐵的性質。矽是僅次於碳的重要合金元素，矽可以讓碳不被溶進鑄鐵溶液中。含矽量較少的鑄鐵會讓碳維持在溶液中，形成雪明碳鐵，使鑄鐵為白口鑄鐵。含矽量較少的鑄鐵會讓碳以石墨的形態存在，使鑄鐵為灰口鑄鐵。其他的合金元素，像是錳、鉻、鉬、鈦、釩會抵消矽的作用，讓碳留在溶液中，形成雪明碳鐵。鎳和銅會增加強度以及可加工性，但不會影響所形成的石墨量。鑄鐵裡的石墨讓鐵比較軟，減少冷卻時的收縮量，降低強度及密度。鑄鐵中不希望出現硫，硫會和鐵形成硫化亞鐵，使石墨無法形成，並且增加硬度。硫會讓熔化的鑄鐵出現粘滯性，增加產品的瑕疵。若要減少硫的影響，可以加入錳，錳和硫會形成硫化錳，減少硫化亞鐵的形成。而硫化錳的密度比熔化的鑄鐵輕，因此會浮在鑄鐵液上，形成爐渣。為了要中和硫的影響，所加入錳的量的是1.7 × 硫濃度 + 0.3%。若加入的錳超過此量，會形成碳化錳，增加硬度及chilling，但在灰口鑄鐵中，錳最多可以到1%，可以提高強度及密度。
鎳是常見合金元素之一，可以細緻化波來鐵及石墨組織，提高韌性，消除截面厚度之間的硬度差異。鑄鐵中加入少量的鉻可以減少游離態的石墨，產生chill，是有效的碳化物穩定劑，也常會將鎳一起加入。可以加入少量的錫，取代0.5%的鉻。會在熔爐中加入約0.5–2.5%的銅，以滅少chill，使石墨組織細緻化，增加流動性。鉬會加入0.3–1%以增加chill，使石墨及波來鐵組織細，常會和鎳、銅及鉻一起加入，以形成高強度的鐵。鈦主要是當除氣劑以及除氧劑，但也會增流動性。可以加入0.15–0.5%的釩以穩定雪明碳鐵，增加硬度，增加抗磨，抗熱的能力。0.1–0.3%的鋯可以形成石墨，作為除氧劑，並提高流動性。
可鍛鑄鐵中會加入0.002–0.01%的鉍，以增加可以加入矽的量。白口鑄鐵中可以加入硼，以增加可鍛鑄鐵的產量，也會減少鉍的粗化效果。

### 灰口铸铁
灰口铸铁（简称灰铸铁，英语：Grey cast iron），石墨呈片状，其成本低廉，铸造性、加工性、减震性及金属间摩擦性均优良，时至今日仍然是工业中应用最广泛的铸铁类型。但是，由于片状石墨对基体的严重割裂作用，灰铸铁的塑性差．其拉伸强度和韌性都比鋼要低，但其抗壓強度接近低碳鋼和中碳鋼。灰口铸铁的含碳量約在2.5–4.0%，含矽量為1–3%。灰口铸铁的機械特性是由其微結構中片狀石墨的大小以及形狀所決定，在美國材料和試驗協會的指引中有說明其特性。

### 白口铸铁
白口铸铁（White cast iron）的断口呈白亮色，是因為其中析出的碳化三鐵（雪明碳鐵）。若鑄鐵中的含矽量較低，冷卻速率較快時，铸铁中的碳會以準穩態的雪明碳鐵（Fe3C）型式析出。析出的雪明碳鐵會形成相對較大的顆粒。在碳化三鐵析出後，會使鑄鐵液中的碳減少，混合物會較接近共晶狀態，剩下的會形成含碳量較低的沃斯田鐵（冷卻時可能會變成麻田散鐵）。共晶的碳化物若顆粒較小，可在肥粒鐵基質中抑制差排的移動，抑制塑性變形，此稱為析出硬化（precipitation hardening）。但白口铸铁中的雪明碳鐵顆粒太大，無此效果。不過因為雪明碳鐵的高硬度以及其體積比例較大，因此可以提高铸铁的整體硬度（整體硬度可以用個別成份的硬度乘上其比例來近似）。白口铸铁的硬度提高，但其缺點是韌性較低。白口铸铁性质脆硬，不適合用在結構元件中，但因為其硬度，抗磨，而且價值較低，會用在渣浆泵易磨擦的表面（葉輪及渦卷泵）、球磨机以及自磨機的外殼襯板及提料肋板、煤礦粉碎機的balls and rings、鏟斗機的齒（不過鑄造的中碳麻田散鋼更適合此一應用）。

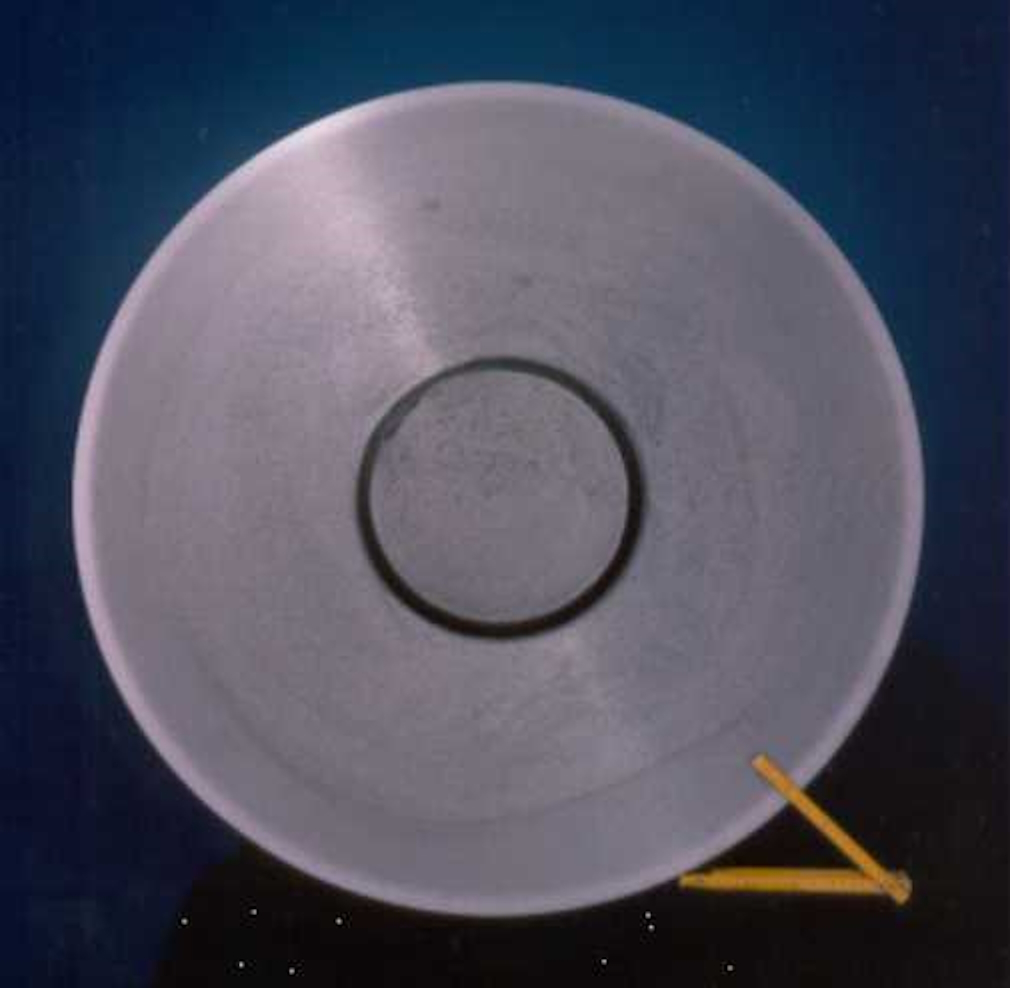
冷硬铸铁辊輪的截面

較厚的鑄鐵材料很難將其整體快速冷卻，完全形成白口鑄鐵的結構。不過可以將大的構件快速冷卻，使其表面為較硬的白口鑄鐵，內層冷卻的較慢，仍然是灰口鑄鐵。這類的鑄鐵稱為冷硬铸铁（chilled casting），外層較硬，內層韌性較強。
若要冷卻到白口鑄鐵的結構，需要夠快的冷卻速率，而鉻元素可以降低形成白口鑄鐵所需的冷卻速率，因此可以針對較厚的元件，仍可以形成雪明碳鐵。高鉻元素的白口鑄鐵可以利用砂鑄造來鑄造大型元件（例如十噸的葉輪），而使其整體仍維持白口鑄鐵的的結構。鉻也會形成碳化物，耐磨性非常好。高鉻合金的硬度較高，其原因就是因為有形成鉻的碳物。其碳化物的主要形式是共晶態的，或主要是M7C3的碳化物，其中M是鐵、鉻或是其他的金屬。共晶碳化物形成空心的六角形柱，而共晶碳化物在垂直六角形基面的方向成長。這類碳化物的硬度在1500-1800HV之間。
白口铸铁是制造可锻铸铁的中间品。

### 可锻铸铁
可锻铸铁（Malleable cast iron）是由一定成分的白口铸铁经石墨化退火（2-9天）获得的，石墨呈团絮状，塑性比灰铸铁高。根据金相组织的不同分为黑心可锻铸铁、珠光体可锻铸铁和白心可锻铸铁。

### 球墨铸铁
球墨铸铁（Ductile cast iron）是将白口铸铁经过球化和孕育处理后得到的高性能铸铁，析出的石墨呈球状故称为球墨铸铁。球墨铸铁的塑性和韧性相对于普通铸铁都得到了大幅度提高，故而可以在一些范围“以铁代钢”。

### 蠕墨铸铁
蠕墨铸铁中石墨呈蠕虫状，头部较圆、具有比灰铸铁强度高，比球墨铸铁铸造性能好、耐热疲劳性能好的优点。

### 合金铸铁
合金铸铁（Alloy cast iron）添加镍、铬、锰、钒、钛等元素，便于热处理时改善组织从而改进强度、耐磨性。

### 各種鑄鐵中成份比例列表
| 名稱                            | 主要成份（以重量百分比表示）           | 型式及條件       | 降伏強度（0.2% offset，單位PSI） | 拉伸強度（ksi） | 伸長量（%） | 硬度（布氏硬度） | 用途                                         |
| ------------------------------- | -------------------------------------- | ---------------- | -------------------------------- | --------------- | ----------- | ---------------- | -------------------------------------------- |
| 灰口鑄鐵（ASTM A48）            | C 3.4, Si 1.8, Mn 0.5                  | 鑄造             | —                                | 50              | 0.5         | 260              | 內燃機汽缸本體、飛輪、齒輪箱外殼、工具機底座 |
| 白口鑄鐵                        | C 3.4, Si 0.7, Mn 0.6                  | 鑄造             | —                                | 25              | 0           | 450              | 軸承表面                                     |
| 可鍛鑄鐵（ASTM A47）            | C 2.5, Si 1.0, Mn 0.55                 | 鑄造（退火）     | 33                               | 52              | 12          | 130、            | 軸向軸承、履带轮、車輛曲柄軸                 |
| 球墨鑄鐵或延性鑄鐵              | C 3.4, P 0.1, Mn 0.4, Ni 1.0, Mg 0.06  | 鑄造             | 53                               | 70              | 18          | 170              | 齒輪、凸輪軸、曲柄軸                         |
| 球墨鑄鐵或延性鑄鐵（ASTM A339） | —                                      | 鑄造（急冷回火） | 108                              | 135             | 5           | 310              | —                                            |
| Ni-hard 2                       | C 2.7, Si 0.6, Mn 0.5, Ni 4.5, Cr 2.0  | 砂鑄造           | —                                | 55              | —           | 550              | 高強度應用                                   |
| Ni-resist 2                     | C 3.0, Si 2.0, Mn 1.0, Ni 20.0, Cr 2.5 | 鑄造             | —                                | 27              | 2           | 140              | 耐熱及耐磨的應用                             |

## 歷史

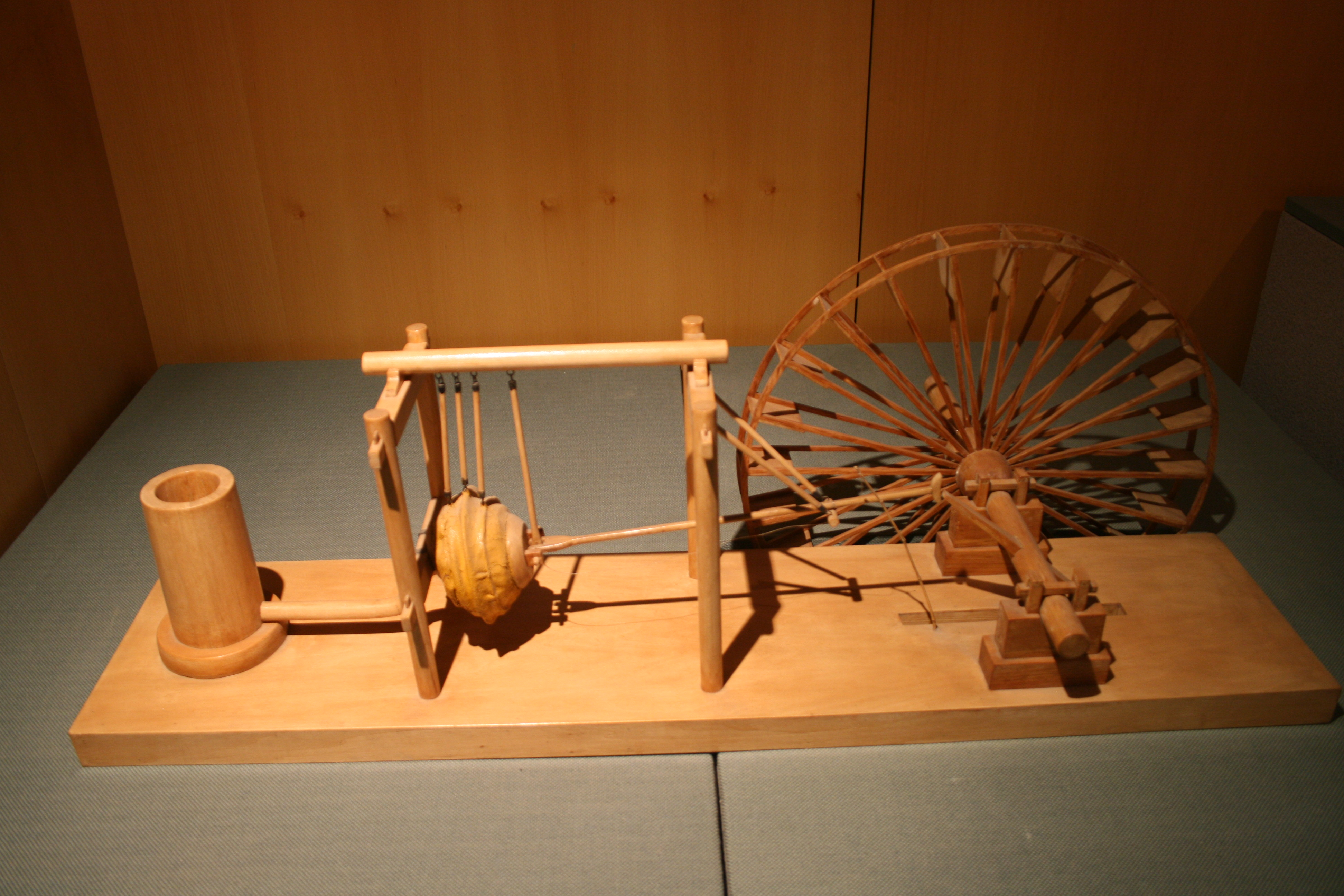
漢朝高爐的模型

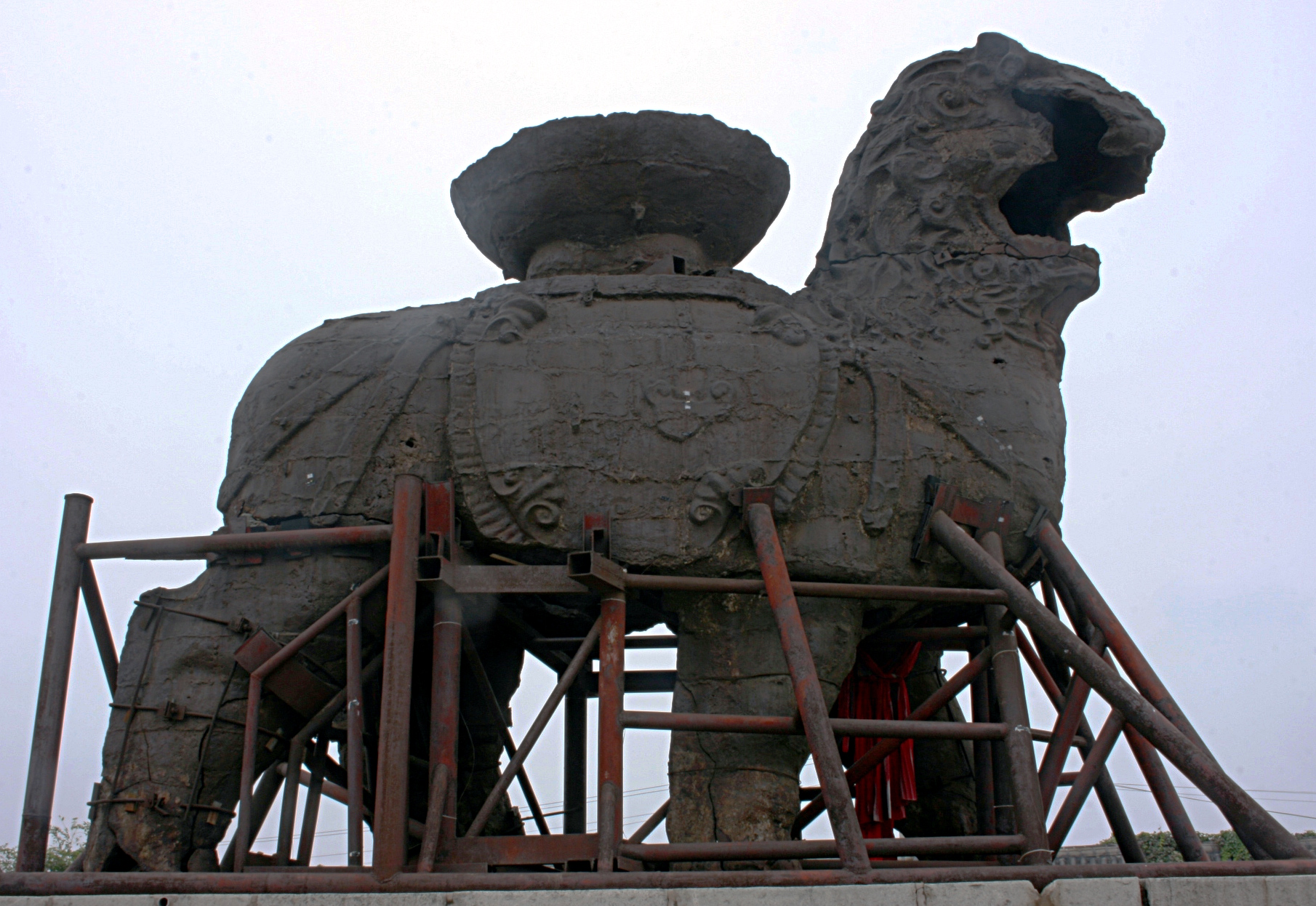
滄州鐵獅子是目前中國現存最大的鑄鐵製品，是西元953年，後周時製作

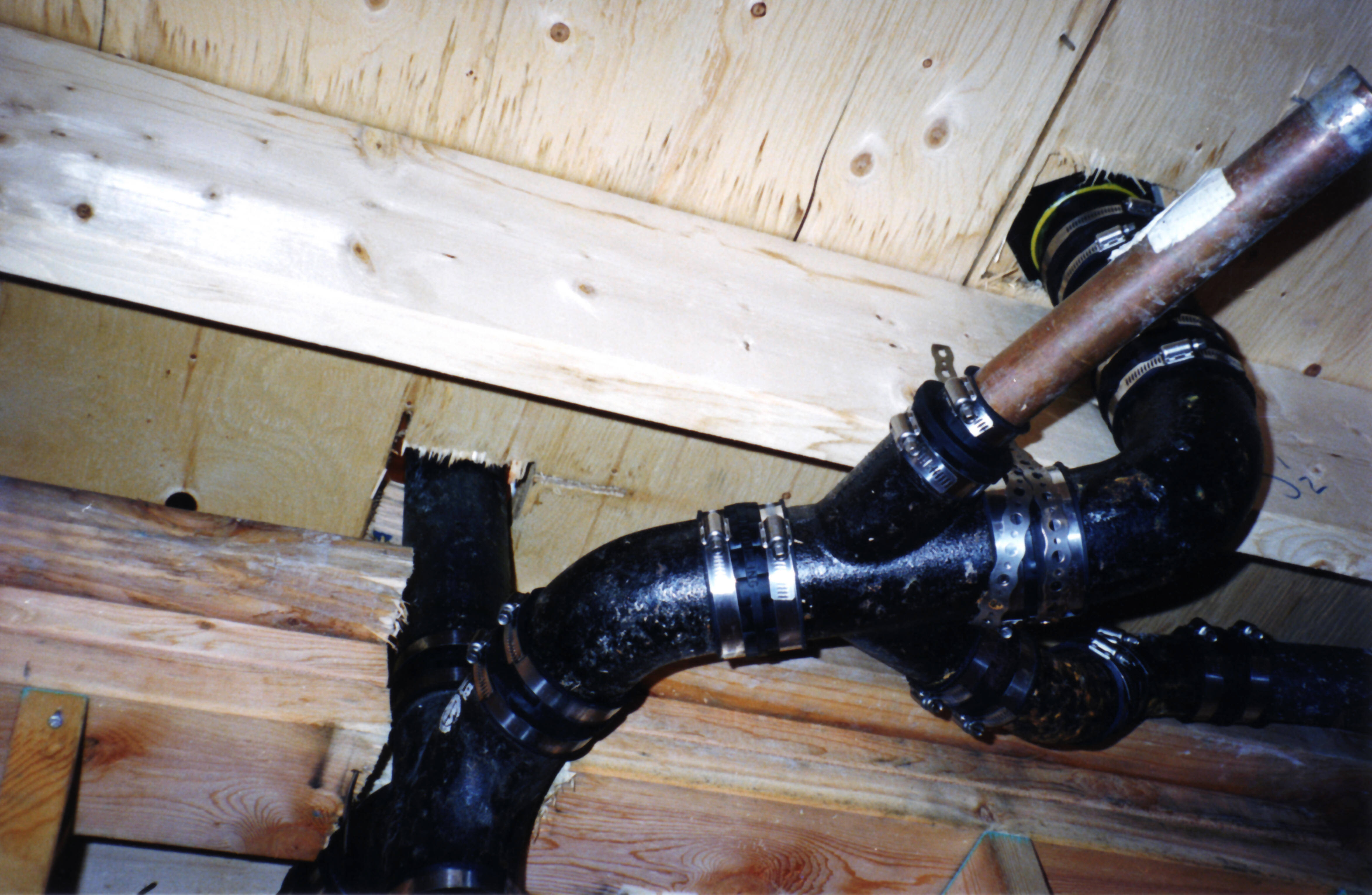
鑄鐵的生活供水和排水（DWV）管

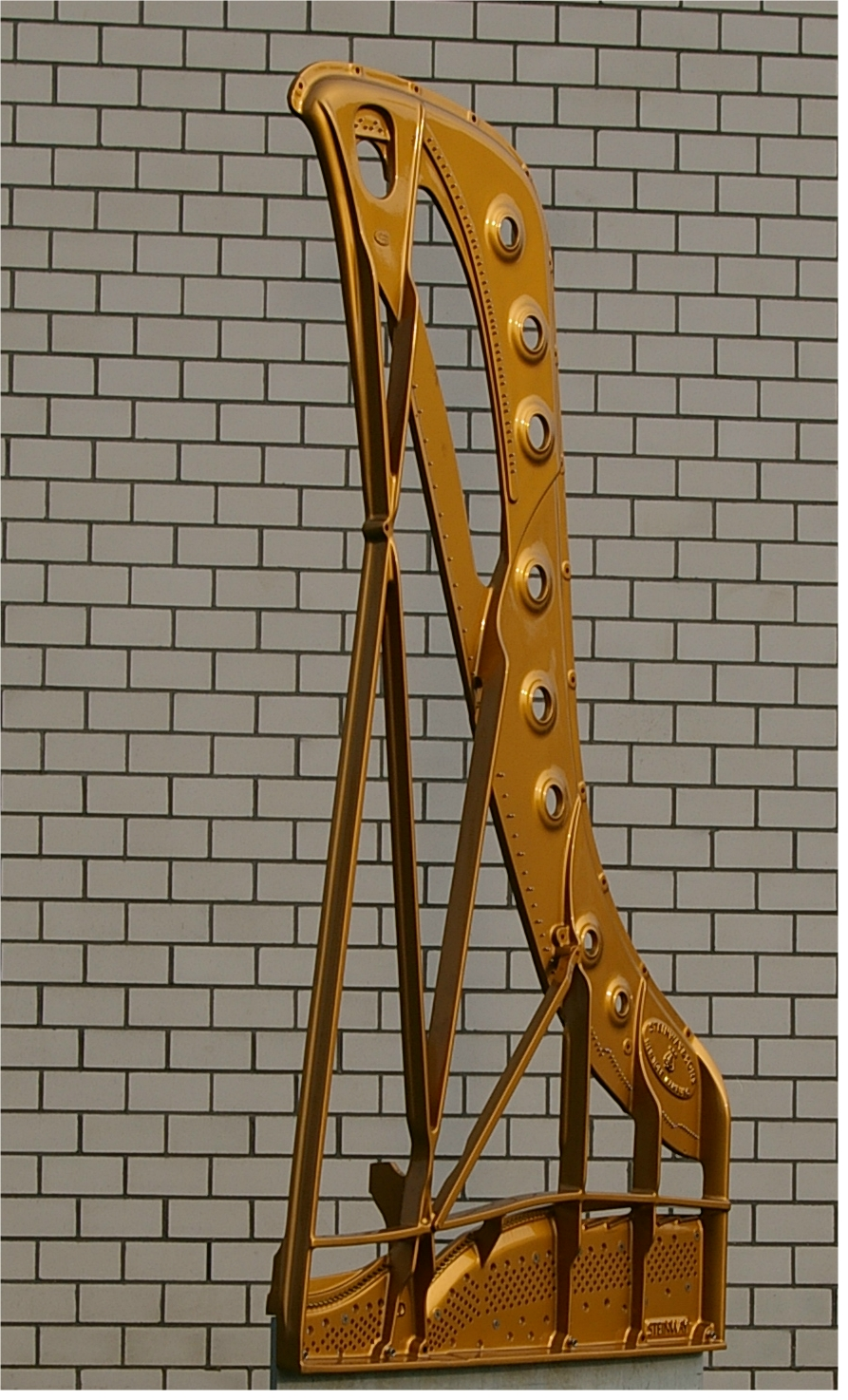
平台鋼琴的鑄鐵零件

早期在冶煉銅礦時，將鐵礦作為熔劑，可能因此在無意間製作了鑄鐵以及熟鐵:47–48。
目前最早的鑄鐵製品可以追溯到西元前第五世紀（中國的战国时期），由考古學家在現今的江蘇六合縣所發現。這些是依製品微結構的分析為基礎。
鑄鐵相對而言脆性較高，不適合用在需要銳利邊緣或是要求可撓性的應用。鑄鐵可以抵抗壓應力，但比較不能抵抗張應力。鑄鐵是在西元前五世紀在中國所發現的，用來製作犁頭、鍋及武器。鋼的性質比鑄鐵要好，但鑄鐵比較便宜，在中國古代常來作為製造工具，而熟鐵或是鋼則會用來製造武器。中國古代已發展出為鑄鐵退火的方式，是將熱的鑄鐵件放在氧化氣氛下，時間至少一週，目的是讓表面的一些碳和氧氣反應，避免表面層脆性過高:43。
一千年前，在中非森林的剛果盆地內，鐵匠發明了可以耐高溫的複雜熔爐。焊接、釬焊或是在坩堝中將鐵熔化，倒至模具中製作鑄鐵件的例子不勝枚舉。這類技術可以用來製作複合工具，也可以製作武器，外圍是鑄鐵或鋼的刀刃，裡面則是軟的，可撓的熟鐵。也製作了鐵絲。早期的歐洲傳教士見證了盧巴人將熔融鑄鐵倒到模具中，製作鋤頭的例子。這些技術創新都是在沒有高爐的條件下完成的，而高爐是歐洲及亞洲發展這些技術的必要前置條件。
鑄鐵的技術是從中國傳到西歐的十三世紀的扎卡利亞‧卡茲維尼以及其他的旅行家都有提到在裡海南邊厄尔布尔士山脉的鐵工業，該地點接近絲路，因此源自中國的說法是可信的。鑄鐵在十五世紀傳到西方，用來製作加农炮以及圓形炮彈。英國的亨利八世（在位期間1509年–1547年）開始在英國鑄造加农炮。很快的，英國的高爐鐵工就用此一技術來製作鑄鐵加农炮，其重量比之前的青銅加農炮要重，但價格便宜很多，讓英國以此作為其海軍的武力。
此時的英國，也用高爐來製造鑄鐵鍋。亞伯拉罕·達比一世在1707年申請了製作鍋具（和壺）的新專利，所作的成品比傳統方式作的更薄，因此也更便宜。因此他開發的科爾布魯克代爾高爐成為鍋具中的主要供應者，在1720年代以及1730年代才有少數用焦炭加熱的高爐也加入此一行列。
英國在1743年起開始應用蒸汽機為高爐的風箱提供動力（是用蒸汽機將水抽取到高處，再帶動水輪產生動力），此應用在1750年代越來越多人採用，這是鑄鐵產量提昇的關鍵因素，而鑄鐵產量也在後來的數十年大幅提昇。此技術除了克服水力的限制之外，這種以蒸氣抽水為動力的高爐其鍋爐溫度可以提高，因此石灰的比例可以提高，可以將原料中的木炭（當時木材的供應已不夠了）變成焦炭:122。
英國Weald的鐵器製造商繼續生產鑄鐵，一直到1760年代為止。自從斯图亚特王朝复辟之後，製造武器就是製鐵的主要目的之一。

### 鑄鐵橋
自從1770年代起，就已在建築結構上使用鑄鐵，一開始是由亞伯拉罕·達秘三世建造英國塞文河的鐵橋時使用，在之前的建築已有使用鑄鐵做短的梁，例如在Coalbrookdale的高爐。後續也有其他的發明，例如托马斯·潘恩所申請的專利。隨著第一次工业革命的推動，鑄鐵橋也漸漸常見。托马斯·特尔福德將此材料用在位在Buildwas上游的橋，之後也用在Longdon-on-Tern水道, 是在the Shrewsbury運河上，位在Longdon-on-Tern的通航水道。之後也有Chirk水道以及龐特卡薩魯岧水道，後面二個結構已用以下提到的方式修復。
在橋樑結構中，最好使用鑄鐵的方式是利用拱桥的設計，使所有的材料承受壓應力。鑄鐵和磚石類似，可以承受的壓應力很大。而熟鐵類似其他的鐵（以及大部份的金屬），可以承受的拉伸應力很大，在破裂時的韌力也很強。在結構應用上，熟鐵和鑄鐵的關係類似木材和磚石的關係。
早期的鐵路上常使用鑄鐵橋，例如1830年在利物浦和曼徹斯特鐵路曼彻斯特站的Water Street橋，但其問題很快就為大眾所知，Chester and Holyhead鐵路有一個新的鑄鐵橋，通過切斯特的迪河，此橋在1847年5月倒塌，5人因此死亡，距離其啟用還不到一年。迪河橋災難的成因是因為一部通過的火車，使梁的中心承受過大的負荷。許多類似的橋需要拆除並且重建（一般會使用熟鐵）。這座橋的設計相當不佳，有用熟鐵作的桁架，因此被誤認為其結構已強化。其梁的中心受力彎曲，梁下的下方承受了拉伸應力。鑄鐵和砌体结构一樣，承受拉伸應力的能力很弱。
不過，在建築上仍然用不正確的方式使用鑄鐵，直到1879年的泰鐵路橋災難讓人認真的懷疑此材料是否可以用在建築上。橋上用來固定拉桿和支柱的關鍵凸耳是和柱子一體鑄造的，在此意外的初期就已經失效了。此外，其中的螺栓孔是鑄造的，不是鑽孔成形的。由於鑄件的拔模斜度，螺栓孔和表面不是垂直的，有少許斜度。因此拉桿的張力是由孔的一側開口所承受，而不是由整個螺栓孔來承重。此橋後來用熟鐵及鋼來重建。
後來仍持續有橋樑倒塌事故，最嚴重的是1891年的諾伍德樞紐鐵路事故。後來因為大眾普遍對英國鐵路的鑄鐵橋有疑慮，最終在1900年，上千座鐵路的鑄鐵橋已更換為鋼橋。

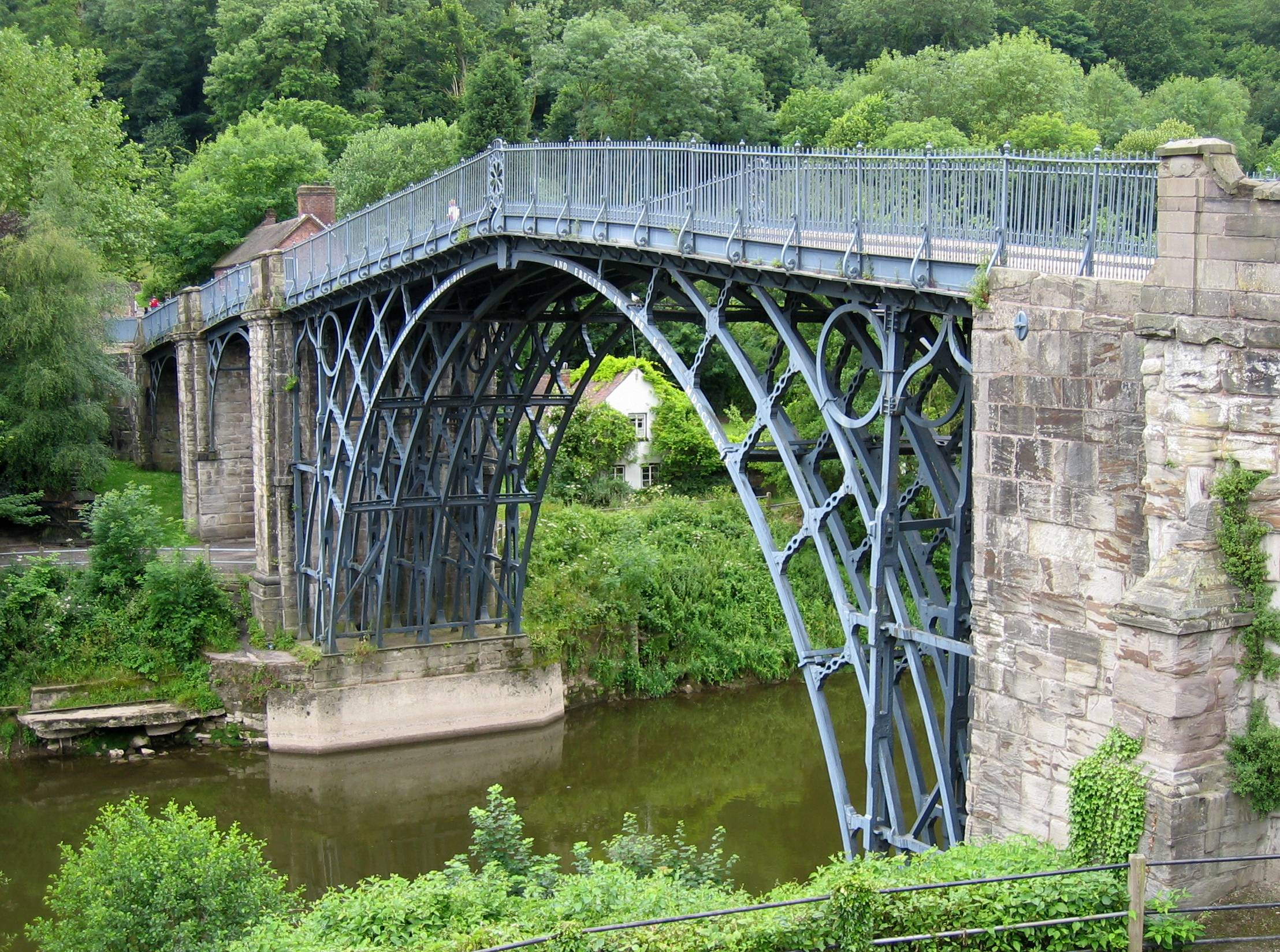
塞文河上的鐵橋（1779年完成）
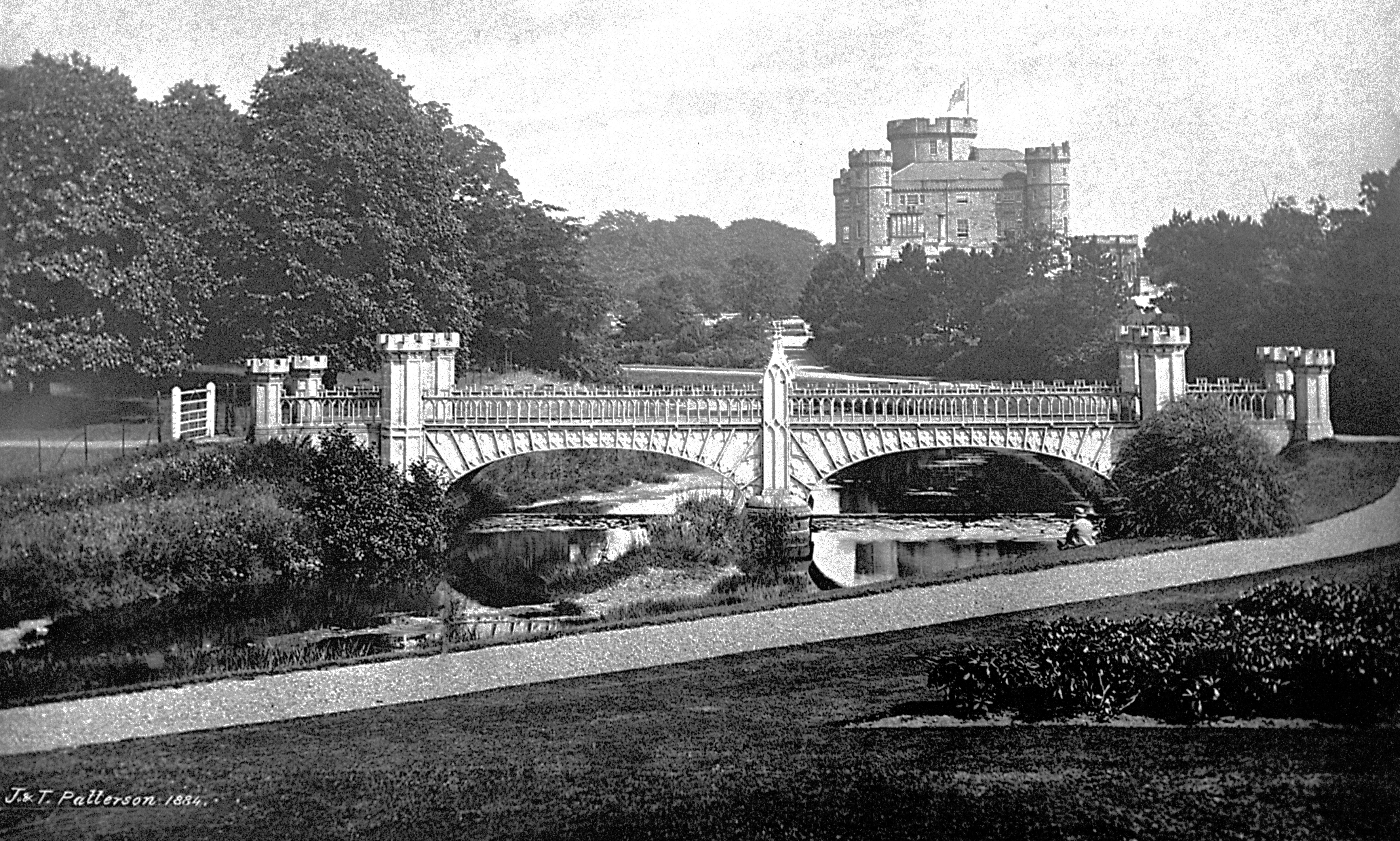
蘇格蘭北艾尔郡的Eglinton Tournament橋（英语：Eglinton Tournament Bridge），約在1845年完工，用鑄鐵建造
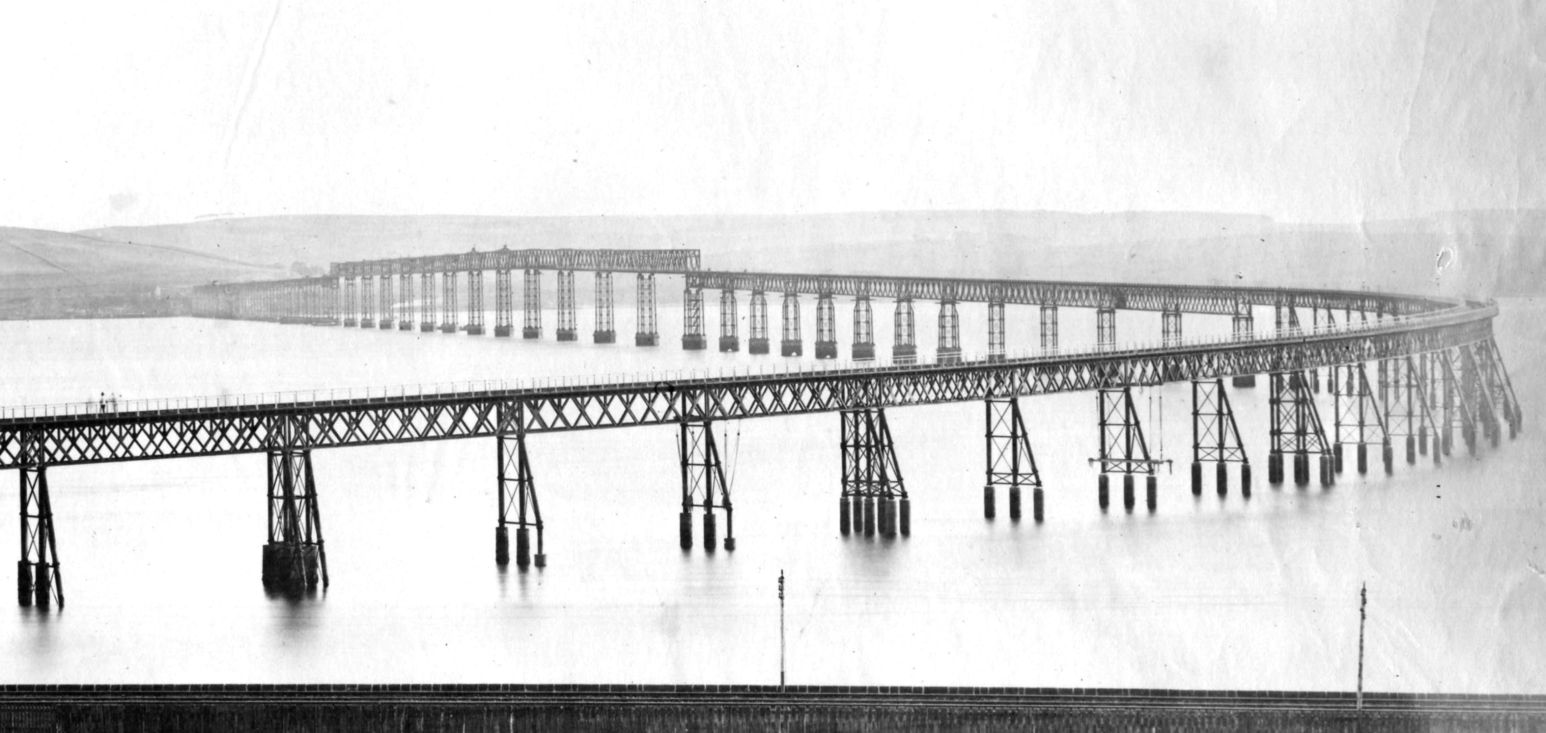
原來的泰鐵路橋，從北邊拍攝，1878年完工
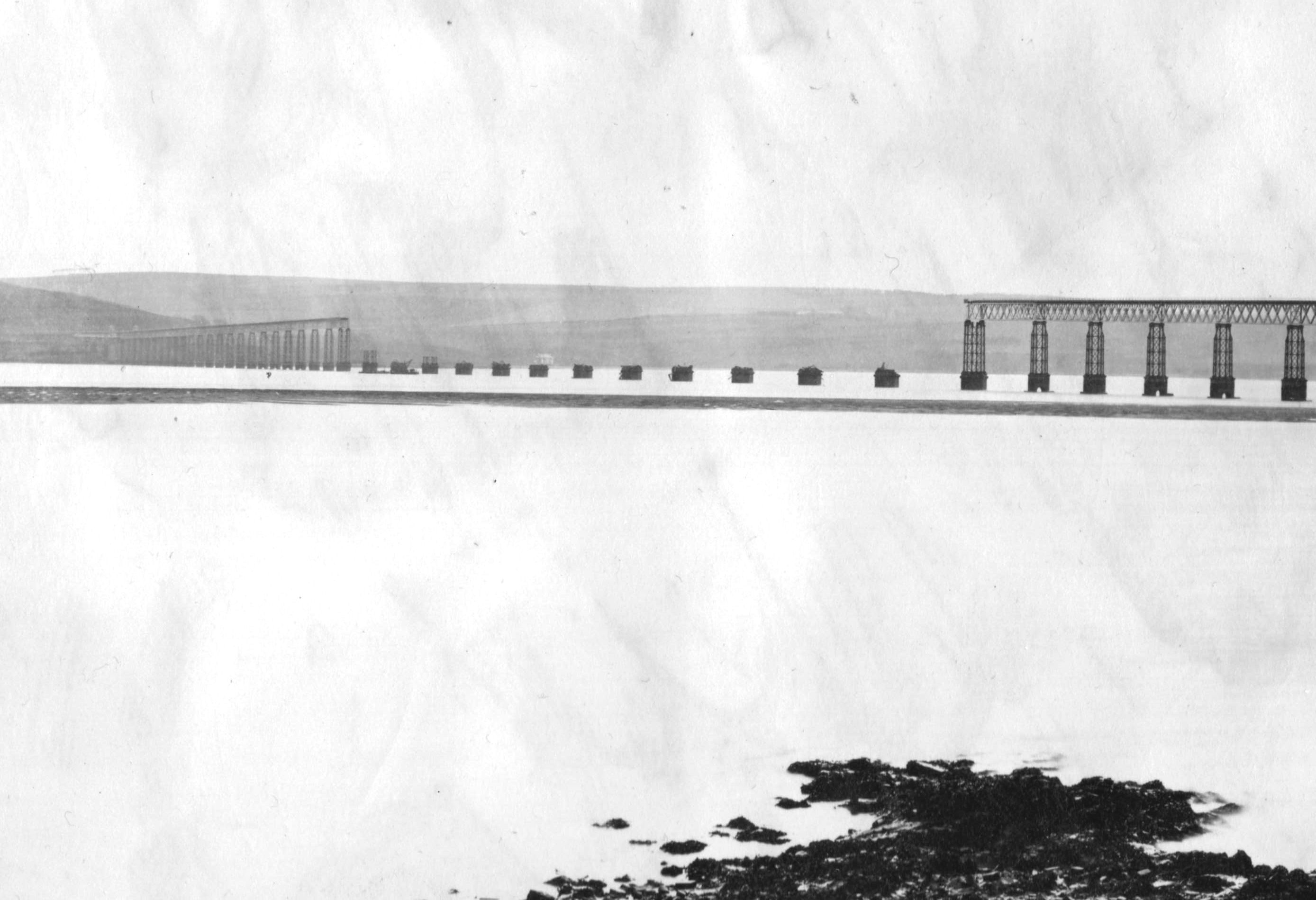
倒塌的泰鐵路橋，從北邊拍攝

## 参见

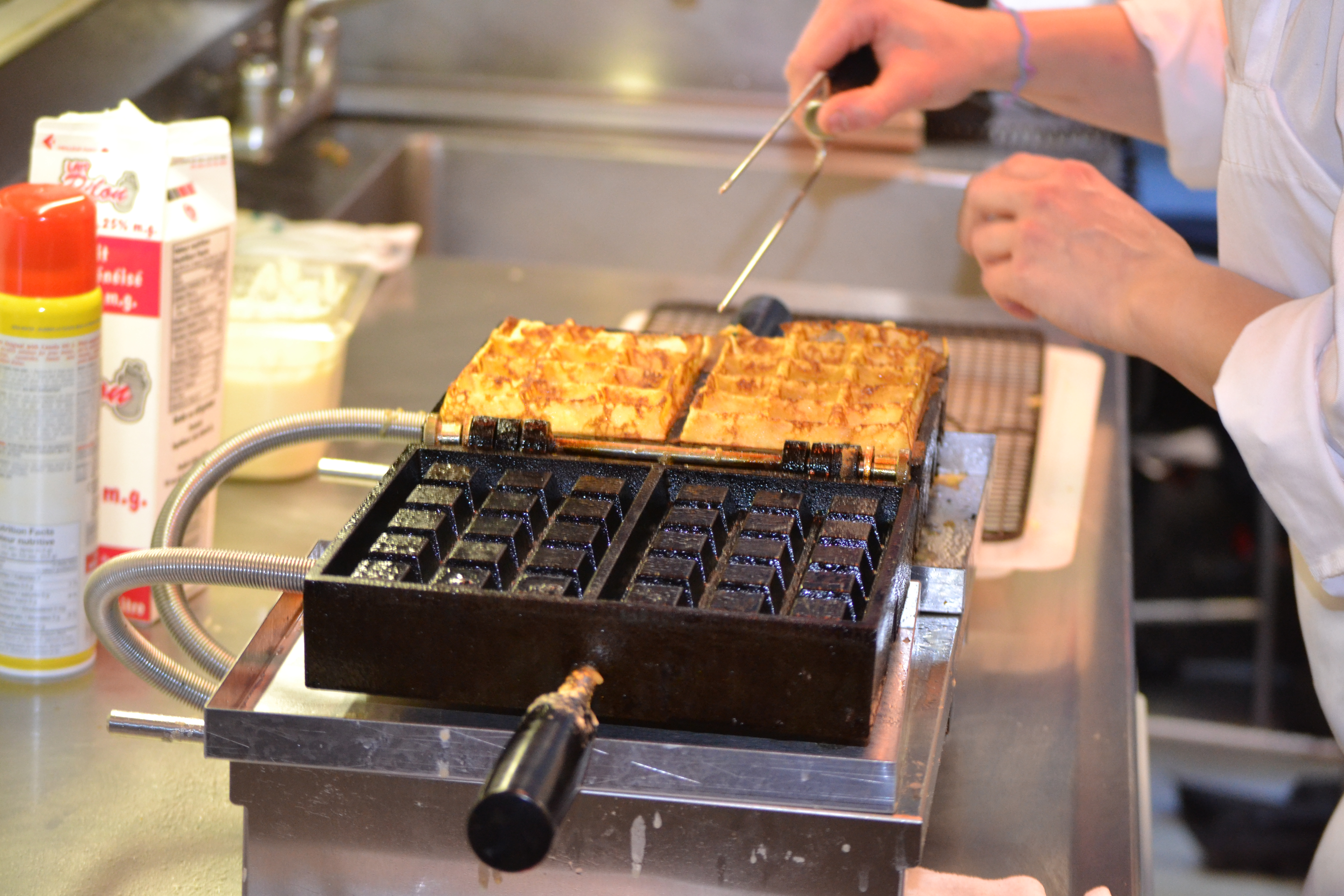
鑄鐵鬆餅烤盤

### 建築
建築中的鑄鐵柱是在磨坊建築中開始使用，此材質讓建築師可以建造多層的建築，不需要考慮磚石建築所需要特別厚的牆。鑄鐵柱也增加了工廠的可用樓板面積，讓教堂以及禮堂的視野可以開闊。在十九世紀中級，在倉庫以及工業建築中常見鑄鐵的柱子，梁則是用熟鐵或是鑄鐵的材質，最終引發鋼骨摩天大樓的發展。有些建築也會用鑄鐵作建築的裝飾立面，在美國比較常見，在紐約蘇豪區有許多這類的例子。偶爾也會將鑄鐵用在完全預製建築，例如纽约州瓦特弗利特的 Iron Building。

### 棉紡廠
棉纺厂建築也是鑄鐵的重要用途之一，棉纺厂的空氣中會有棉花、火麻以及綿的可燃性纖維飄散，因此棉纺厂有容易失火的風險。處理此問題的方案就是用不可燃的建材來重建棉纺厂，人們發現可以用鐵製建築框架（大部份是鑄鐵）代替可燃的木質建材。第一個鑄鐵建築的棉纺厂是在英國施洛普郡什魯斯伯里的Ditherington 。另外也有許多的倉庫也是用鑄鐵材質的梁和柱來建造，不過有些建築因為設計錯誤、梁的缺陷或是過載而出現結構失效或是倒塌。
在工業革命時，廣泛使用鑄鐵作機械的框架以及其他的固定件，其中也包括棉纺厂的紡紗機和後來的織布機。鑄鐵的使用越來越廣，許多的村莊都有生產工業以及農業用機械零件的鑄造廠